# Ants Piip

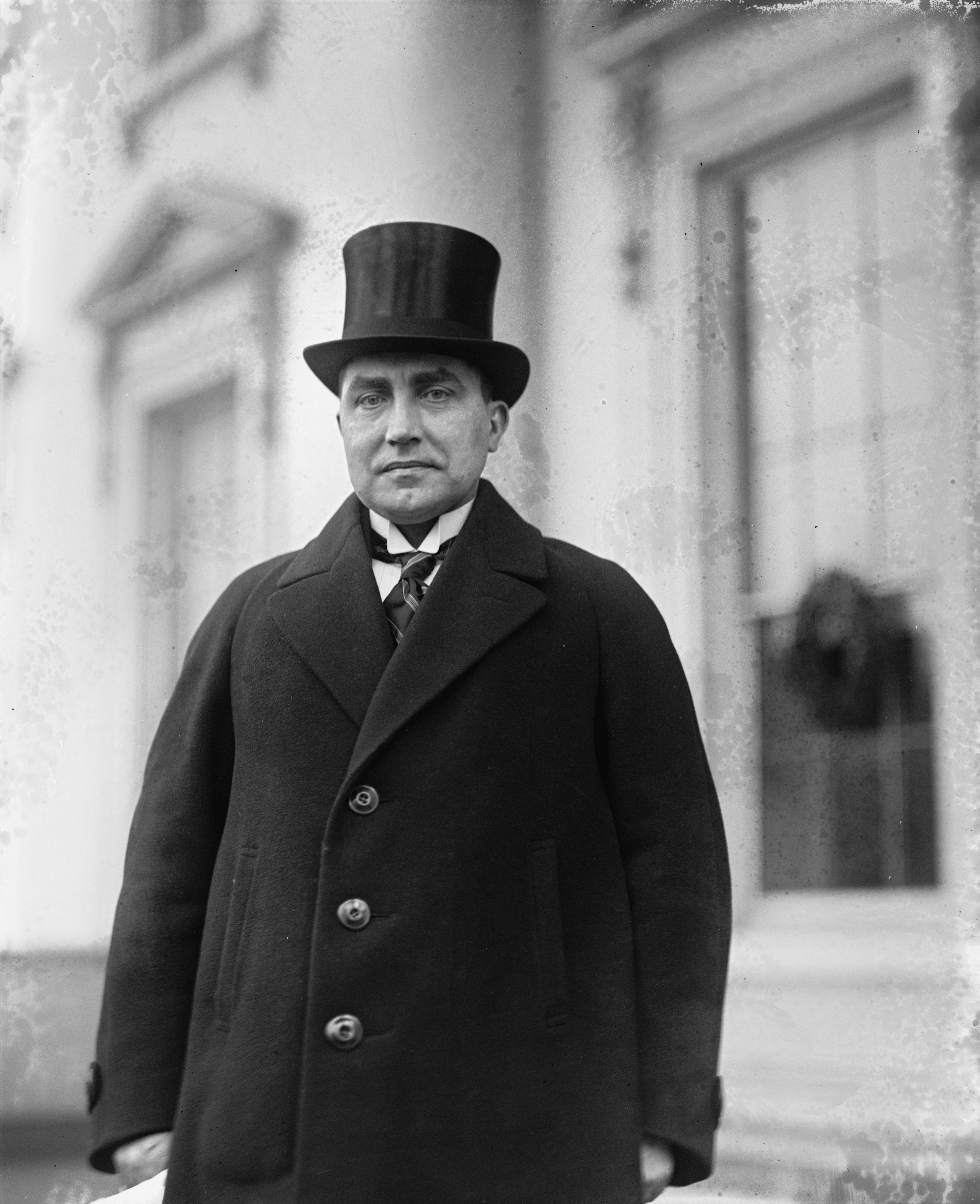
Ants Piip (1923)

Ants Piip (auch Anton Piip; * 16. Februarjul. / 28. Februar 1884greg. auf dem Bauernhof Karu-Kukke, Landgemeinde Tuhalaane, heute Landgemeinde Karksi, Kreis Viljandi; † 1. Oktober 1942 in Solikamsk, Oblast Molotow) war ein estnischer Politiker und Diplomat. Er war mehrmals Außenminister und 1920/1921 Staats- und Regierungschef der Republik Estland.

## Studium
Ants Piip studierte nach dem Abitur in Kuressaare am Lehrerseminar von Kuldīga. 1903–1905 war er Lehrer in Alūksne, anschließend an der orthodoxen Kirchspielschule von Kuressaare auf der Insel Saaremaa. Von 1906 bis 1912 unterrichtete Piip an der Seeschifffahrtsschule von Kuressaare, dann von 1913 bis 1915 an einer Handelsschule in der russischen Hauptstadt Sankt Petersburg. 1906/07 war Piip außerdem als Redakteur bei der Zeitung Hääl in Kuressaare beschäftigt.
Er studierte gleichzeitig von 1908 bis 1913 Rechtswissenschaft an der Universität von Sankt Petersburg und 1912 in Berlin. Von 1913 bis 1916 war er durch ein Wissenschaftsstipendium gefördert an der Universität Sankt Petersburg beschäftigt. 1916 erwarb er den juristischen Magistergrad. 1917 war er Privatdozent an der Universität von Sankt Petersburg für Völkerrecht und Beamter des russischen Innen- und Justizministeriums. Zunehmend engagierte er sich politisch.

## Politiker und Diplomat
1917/18 war Piip Abgeordneter im Provisorischen Landtag des Gouvernements Estland. Der Landtag ernannte ihn am 29. November 1917 zum ersten Auslandsbeauftragten des Gouvernements.
Mit Ausrufung der estnischen Unabhängigkeit 1918 wurde Piip zum Gesandten in Großbritannien ernannt. Er hatte großen Anteil daran, die Regierung in London für eine militärische Unterstützung der bürgerlichen estnischen Regierung im Estnischen Freiheitskrieg gegen Sowjetrussland zu gewinnen. Piip war am 2. Februar 1920 Mitunterzeichner des Friedensvertrags von Tartu zwischen der Republik Estland und Sowjetrussland.
Piip war 1919/20 Mitglied der estnischen Delegation bei der Pariser Friedenskonferenz und diente als persönlicher Referent des estnischen Außenministers. Seine diplomatische Karriere führte ihn von 1923 bis 1925 als estnischer Gesandter in die Vereinigten Staaten.
Ants Piip war führendes Mitglied der sozialdemokratischen Estnischen Arbeitspartei (Eesti Tööerakond). 1923 war er kurzzeitig Chefredakteur der parteinahen Zeitung Vaba Maa.
Von 1930 bis 1940 war Piip Mitglied des Stadtrats von Tartu. Er fungierte von 1935 bis 1938 als dessen Vorsitzender.
Er gehörte 1919/20 der verfassungsgebenden Versammlung der Republik Estland (Asutav Kogu) an und war von 1920 bis 1923 Abgeordneter in der ersten Legislaturperiode des estnischen Parlaments (Riigikogu). Von 1938 bis 1940 war er erneut Mitglied des Parlaments (Riigivolikogu).
Von Oktober 1920 bis Januar 1921 war Piip estnischer Staats- und Regierungschef. Er war Mitglied in zahlreichen estnischen Kabinetten:
| Kabinett    | Ressort                           | Amtszeit                | Partei |
| ----------- | --------------------------------- | ----------------------- | ------ |
| Strandman I | Außenminister                     | 09.10.1919 – 18.11.1919 | ETE    |
| Piip I      | Ministerpräsident                 | 26.10.1920 – 20.12.1920 | ETE    |
| Piip I      | Staatsältester                    | 21.12.1920 – 25.01.1921 | ETE    |
| Piip I      | Außenminister (geschäftsführend)  | 14.01.1921 – 25.01.1921 | ETE    |
| Piip I      | Kriegsminister (geschäftsführend) | 14.01.1921 – 25.01.1921 | ETE    |
| Päts I      | Außenminister                     | 25.01.1921 – 20.10.1922 | ETE    |
| Teemant I   | Außenminister                     | 15.12.1925 – 23.07.1926 | ETE    |
| Tõnisson IV | Außenminister                     | 18.05.1933 – 21.10.1933 | RKE    |
| Uluots I    | Außenminister                     | 12.10.1939 – 21.06.1940 | -      |

## Jurist
Von 1914 bis 1940 war Ants Piip neben seiner politischen und diplomatischen Tätigkeit als Anwalt tätig. 1923 erhielt er seine Zulassung zum Gericht. 1919–1924 fungierte er als Lehrstuhlvertreter für Völkerrecht an der Universität Tartu, danach bis 1940 als ordentlicher Professor. Von 1930 bis 1939 war er Vorsitzender des akademischen Gerichts der Universität.
Von 1932 bis 1940 war er Mitglied der Akademischen Rechtswissenschaftlichen Vereinigung und von 1929 bis 1940 Vorsitzender der estnischen Paneuropa-Union. Er war Mitglied der 1915 gegründeten Grotius Society in London.
Ants Piip hat zahlreiche rechtswissenschaftliche Veröffentlichungen vorgelegt.

## Verhaftung und Tod
Nach der sowjetischen Besetzung Estlands wurde Ants Piip am 30. Juni 1941 vom NKWD verhaftet. Er starb im Herbst 1942 in einem sowjetischen Gefangenenlager in der Oblast Molotow.

## Privatleben
Ants Piip war mit Benita Piip verheiratet. Das Paar hatte einen Sohn, Ants-Tõnis Piip (1921–1942).